# Jupiter LXXII
Jupiter LXXII (désignation provisoire S/2011 J 1) est un satellite naturel de Jupiter d'un diamètre de moins de 10 kilomètres, qui a été découverte le 27 septembre 2011 par Scott S. Sheppard grâce au télescope Baade à l'observatoire de Las Campanas. L'annonce a été faite le 29 janvier 2012,,. Le 17 septembre 2018 est annoncée la réobservation de S/2011 J 1.

## Récapitulatif des noms officiels
- 27/09/2011 - 03/06/2012 : découverte, pas encore de nom officiel ;
- 03/06/2012 - 25/09/2018 : S/2011 J 1 par l'IAUC 9252[5].
- depuis le 25/09/2018 : Jupiter LXXII par la MPC 111804[6].